# Birgitta svit
Birgitta svit är en dikt av Stig Dagerman. Den skrevs 1949 och publicerades året därpå i tidskriften Prisma. I bokform finns den utgiven i de postuma samlingarna Vårt behov av tröst (1955) och Dikter, noveller, prosafragment (1981).
Dikten är en svit i sex delar vars elegiska ton slås an redan i inledningsraderna:
| ” | I vilket vatten är den vinge doppad som dryper svårmod över jordens panna? I vilket mörker har vårt träd gått vilse, det där duvan sedan länge sover? Fråga inte natten. Inte himlen heller. Natten är en bro, dess räck är döda frågor. | „ |

och vars centrala innebörd sammanfattas i raderna:
| ” | Något äger alla som måste älskas Alla vill bli älskade för det de inte äger | „ |

## Film
1987 gjordes en kortfilm baserad på dikten, regisserad av Göran du Rées.

## Musik
Daniel Östersjö har tonsatt dikten och gav ut den på YTFR/Inifrån 2015.